# Электроскейтборд

Езда на электроскейтборде

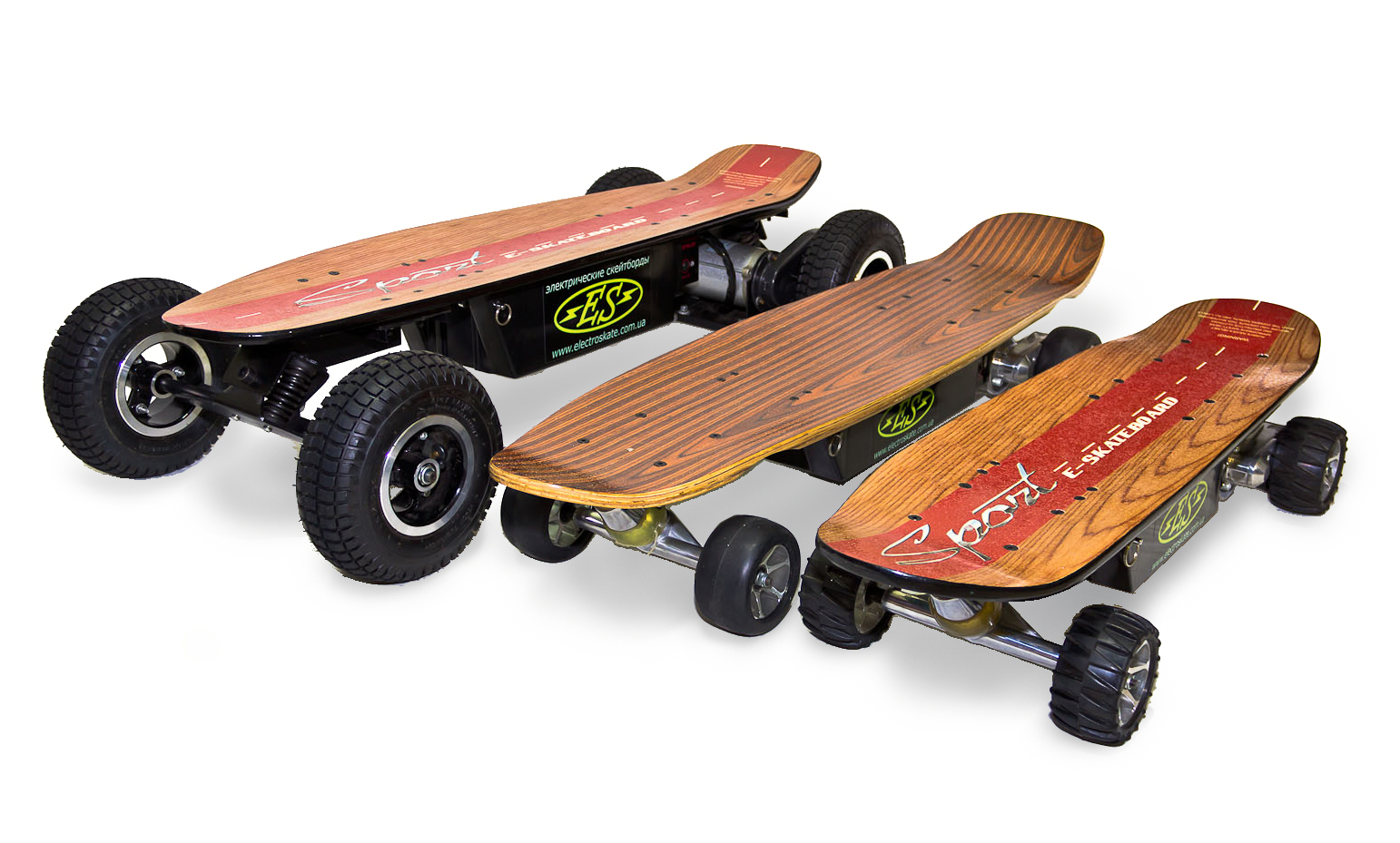
Электроскейтборды разных размеров

Электроскейтборд (электроскейт) — скейтборд, приводимый в движение электромотором, средство индивидуальной мобильности.
Предшественниками электроскейтбордов были скейтборды с бензиновым двигателем (мотоборды). Они появились в 1975 году в США, но уже через пару лет были запрещены, так как издавали много шума и загрязняли воздух.
В 1997 году был представлен первый электроскейтборд, но лишь в 2004—2006 годах появились достаточно компактные и вместе с тем мощные электромоторы, которые сделали электроскейтборды популярными.
Электроскейтборд имеет электрический двигатель (один или несколько), аккумуляторные батареи, тормоза и механизм управления (он обычно представляет собой пульт дистанционного управления). Маломощные электроскейтборды могут развивать скорость до 15 км/час, а более мощные модели — до 40 км/час. Заряда аккумулятора обычно хватает примерно на час быстрой езды.